# Табита Смит
Табита Смит (англ. Tabitha Smith) — вымышленный персонаж во вселенной издательства Marvel Comics. Она — супергерой, который является членом команды Люди-Икс. Созданный писателем Джимом Шутером и художником Элом Милгромом, она впервые появился в Secret Wars II #5 (Nov. 1985). Табита — мутант и обладает способностью создавать бомбы замедленного действия.

## Биография

### Происхождение
Подростком, Табита Смит большую часть своей жизни не ладила со своими родителями. Ее способности проявились, когда ей исполнилось тринадцать и она вступила в период полового созревания. Разбуженная Бретом Макаллистером, она случайно взорвала крышу школьной столовой.
Ее родители были потрясены. Обиженная на своего отца, Марти Смита, Табита подложила ему в еду небольшой взрывной энергетический шар. В отместку отец жестоко избил Табиту. Каким-то образом, узнав, что в нью-йоркском округе Вестчестер есть школа для мутантов, которая на самом деле была Школой для одаренных детей Профессора Ксавьера, штаб-квартирой команд героев Люди Икс и Новые мутанты, Табита сбежала из домой, отправившись туда на поезде и назвав себя бомбой замедленного действия.
Недалеко от Вашингтона, округ Колумбия, поезд по прихоти был разбит космическим существом, называющим себя Потусторонним. Думая, что он мутант, Табита сопровождала Потустороннего. Потусторонний бросил ее, но вернулся и отвел в школу профессора Ксавьера. Люди Икс и Новые Мутанты напали на Потустороннего, который сбежал, и Табита, напуганная и сбитая с толку, увидев нападение, ушла. Позже ее нашел Потусторонний, который привел ее на далекую планету, которую он назвал «Штаб — квартирой Мирового Комплекса» инопланетных Небожителей. Там, угрожая уничтожить вселенную, Потусторонний сражался и, по-видимому, победил несколько Небожителей. Однако эта планета на самом деле не была штаб-квартирой Небожителей, и Небожители позволили Потустороннему «победить» их, предположительно, чтобы наблюдать за ним в действии.
В ужасе Табита потребовала, чтобы Потусторонний перенес ее обратно на Землю и оставил в покое; Потусторонний подчинился. Вернувшись на Землю, Табита предупредила Мстителей о Потустороннем. Вызвав его, Табита привела его в засаду Мстителей и других костюмированных чемпионов, прежде чем скрыться с места происшествия. Потусторонний, который считал Табиту своим единственным другом, позволил Мстителям победить его.

### Стажер X-Factor
Пробираясь в Лос-Анджелес, Табита, называя себя Бум-Бум, столкнулась с преступником-мутантом, известным как Исчезающий, который сделал ее членом своей банды воров, Падших ангелов, и научил воровать. Полагая, что Исчезающий плохо с ней обращался, Табита предупредила Фактор Икс о его присутствии, так как считала группу охотниками за мутантами. Когда прибыли два члена X-Factor, Зверь и Человек-Лёд, Табита передумала сдавать Исчезающего и использовала свою силу «бомбы замедленного действия» против Человека-Льда, с которым она флиртовала в качестве шутки. Два героя преследовали и догнали ее в своих костюмах. Табита согласилась покинуть банду Исчезающих и жить в комплексе X-Factor вместо этого.
Узнав, что Эмму ла Порт перевели в нью-йоркскую больницу для дальнейшего лечения от сильного ожога, за который он был ответственен, Расти Коллинз, стажер X-Factor, заключил сделку с Маском, опасным членом морлоков, где он пожертвовал бы своей внешностью капризам Маска, если бы Маск вернул лицу Эммы красоту. Бум-Бум, Скиды и Арти Мэддикс сопровождали Расти в больницу, где Бум-Бум разрушил стену, чтобы сбежать, и они привели Эмму в Аллею. Маск стоял на своем, но когда Эмма узнала о сделке, она настояла, чтобы ее внешность не стоила таких денег. Расти и Скидс сразились с Маском, и он отменил трансформацию Расти и Эммы, прежде чем отступить обратно в канализационные туннели.

### Падшие ангелы
После того, как Зверь не поверил ей о том, что Циклоп разговаривает сам с собой, Табита взорвала еще одну из своих «бомб замедленного действия» в лаборатории X-Factor в качестве шутки, и Зверь и Человек-Лед преследовали ее через штаб-квартиру. Другой член Падших Ангелов, Ариэль, использовала свои силы, чтобы позволить Табите сбежать из штаб-квартиры X-Factor через чулан для мётел. После встречи с Санспотом и Чернокнижником к группе присоединились Сирин и Джейми Мэдрокс, в которых Табита также влюбилась. Группа телепортировалась в Долину Пламени в Мире Динозавров, где к ним присоединились Лунный Мальчик и Дьявольский динозавр. Табита большую часть времени работала в команде с Гоми, что ее возмущало. После того, как все силы мутанта временно вышли из строя из-за Шанса, Ариэль предложила им всем уйти и телепортировала их на Кокосовую рощу, ее родную планету. Обитатели Кокосовой рощи и предводитель Унипар захватили Падших Ангелов, намереваясь использовать их в качестве экспериментов для продолжения своей эволюции, но Ангелы работали вместе, чтобы победить их и вернуться домой.
Бум-Бум вернулся как раз вовремя, чтобы стать свидетелем того, как правые солдаты похищают детей X-Factor. Табита укрылась в их транспорте и последовала за ними в их убежище, где она спасла нового рекрута, Риктора, и узнала в командире The Right пиарщика X-Factor Кэмерона Ходжа. Однако Табита и Риктор были немедленно схвачены, пока X-Factor не прибыл и не спас их.

### Жизнь на корабле
После победы над Апокалипсисом его корабль потерпел крушение в их комплексе. Фактор Икс начал жить на разумном Корабле Апокалипсиса, через который могли пройти только мутанты, и Калибан ушел с Апокалипсисом. После того, как детям вручили рождественские подарки в качестве пожертвований, они решили подарить их детям, которые потеряли свои дома во время битвы X-Factor, и Бум-Бум с трудом справился с этой ситуацией. Во время сна на X-Factor и детей напал Корабль, все еще находящийся под контролем Апокалипсиса, пока Расти не освободил свое сознание, а X-Factor не сбросил бомбу. Корабль, теперь способный говорить, попросил присоединиться к ним. Корабль имел полный контроль над каждой частью своей конструкции и мог создавать комнаты, оружие и транспортные средства по мере необходимости из различных складов и частей, которые у него были. Он также смог разработать и запустить учебные программы для X-Factor, а также создать для них жилые помещения и мастерские. Играя на корабле, ученики столкнулись со Зверем, который просматривал старые фотографии X-Factor в подростковом возрасте и раскрыл свое происхождение, как настоящих Людей Икс и учеников Школы для одаренных детей. После того, как Инфекция обманула и соблазнила АйсмэнаЧтобы допустить ее на Корабль, Зверь попытался предупредить Айсмена. Из-за отсутствия интеллекта у Чудовища Айсмен не мог его понять, и ученикам пришлось удерживать ее от поцелуя Айсмена. Когда Ксартанцы и Лорд Зано, замаскированные под Мстителей, напали на Икс-Фактор, дети были защищены Кораблем, но позже помогли Икс-Фактору. Узнав, что их отправят в частную школу, Марвел Гёрл и Айсмен отвели детей в магазин за одеждой, где на них напал Альянс Зла . После победы над Альянсом Зла Freedom Forceпоявился и приказал Расти и Икс-Фактору зарегистрироваться, на что Икс-Фактор согласился. Однако Расти обратился во флот и отказался регистрироваться.

### X-Терминаторы
Проводив Расти на военно-морской базе, Табита, Скидс и Риктор были зачислены в Академию Филлипса в Эксетере, штат Нью-Гэмпшир . После холодного приема со стороны других студентов академии студенты были разбужены в своих общежитиях Такеши Мацуя (Волшебник), сообщив им, что Арти и Пиявка были похищены демонами. Выйдя из общежития, студенты спасли Расти из его тюрьмы и начали поиски Арти и Пиявки. После остановки, чтобы получить новые наряды, Риктор предложил название X-Terminators для группы в честь X-Factor, и группа подверглась нападению демонов, похитивших Таки . Следуя мысленному образу Арти, Икс-Терминаторы боролись с вторжением демонов. После захвата демонами Икс-Терминаторы были телепортированы на Таймс-сквер, где Новая Мутант Мэджик открывала портал, чтобы вернуть своих товарищей по команде из кишащего демонами измерения Лимбо . Демон Н’астир держал портал открытым, используя десять похищенных младенцев-мутантов, одним из которых был Натан Саммерс, в качестве точек перевернутой пентаграммы. Младенцы излучали сильные фокусирующие лучи энергии из-за их чистоты и открытости, чтобы использовать их как естественные, живые проводники, которые не могли блокировать поток силы и не знали, как его отключить.
Арти и Пиявка освободили Икс-Терминаторов и сразились с ордой демонов, вышедших из портала. После того, как Пушечное ядро спасло Расти и Скида, команда присоединилась к Новым Мутантам в спасении младенцев, которые использовались, чтобы держать портал открытым, где Табита воссоединилась с Санспотом и Чернокнижником. Расти предложил Икс-Терминаторам спасти своего товарища по команде Таки, в то время как Новые Мутанты продолжали освобождать младенцев и разрушать пентаграмму. После спасения Таки Табита присоединилась к Новым Мутантам, которые начали поиски демонической Мэджик.
В поисках Даркчайльда по всему городу Табита и Новые Мутанты стали свидетелями встречи Магнето, нового директора Новых Мутантов, и Внутреннего Круга Клуба Адского Пламени с Н’астирхом, и потеряли к нему всякое доверие. Новые Мутанты, Бум-Бум и Риктор обнаружили, что Даркчайлд сражается с демоном С’имом, в то же время появился ее брат, Колосс из Людей Икс . Колосс был потрясен, увидев свою Маленькую Снежинку в таком состоянии, а Даркчайлд смутилась и телепортировалась прочь, взяв с собой молодых героев в Лимбо, где она, наконец, решила перестать бежать от своих обязанностей правителя Лимбо.

### Новые мутанты
После Лимбо Икс-Терминаторы и Новые Мутанты вернулись на Корабль Икс-Фактора с младенцами-мутантами и Госамиром. Из-за ее действий во время демонического вторжения Табита была исключена из Академии Филлипса, и пока Новые Мутанты вернулись домой, а X-Factor присутствовал на похоронах, X-Терминаторы нашли рог атлантов и случайно вызвали гигантское морское существо. Новые Мутанты вернулись и с помощью Нэмора Подводника победили его. После поражения существа Икс-Фактор вернулся, и Новые Мутанты начали жить на Корабле, слившись с Икс-Терминаторами, поскольку особняк профессора Икс был разрушен. Бум-Бум влюбился в одного из новых участников, Сэм Гатри (Пушечное ядро) . Совершенно новая команда «Новые мутанты» вернула Иллиану в ее дом в Усть-Ордынском колхозе, Сибирь, к ее родителям. По возвращении домой Мираж и Ясный Ветер, ее крылатый конь, заболели мистической лихорадкой. Не зная, как спасти Мираж, Шип предложил Новым Мутантам отправиться к доктору Стрэнджу, чтобы тот помог ей. Прибыв в Sanctum Sanctorum , Новые Мутанты были поражены, узнав, что доктор Стрэндж, по-видимому, «мертв», и на них напали одержимые, воспаленные Мираж и Ясный Ветер. Мираж восстановил контроль, и доктор Стрэндж, замаскированный под «Доктора Сандерса», вернул все, что было повреждено ее телом, в нормальное состояние. Возвращая Миража и Ясного Ветра на Корабль, Новые Мутанты подверглись нападению Сил Свободы (назначенных правительством силовиков-мутантов, состоящих из бывших членов Братства Злых Мутантов), полагая, что Расти вызвал все пламя. Битва между Новыми Мутантами и Силой Свободы пробудила Мираж и Ясный Ветер, и Корабль внезапно переместился в космос с помощью Икс-Фактора. После того, как Расти и Скидс узнали, что правительство так и не вернуло младенцев их родителям, Доктор Стрэндж телепортировал оставшихся Новых Мутантов в Асгард.
Прибыв в Асгард, Новые Мутанты поняли, что их отправили в Негативную Зону, и Дани Мунстар покинула их. После захвата Гномами Новые Мутанты были освобождены и присоединились к ним из-за отношений Пушечного Ядра с Эйтри, королем Гномов. Как член Новых Мутантов, Табита последовала за группой под руководством Пушечного ядра, а позже и Кейбла . Она также осталась с группой, когда Кейбл превратил ее в X-Force. За это время она влюбилась в Пушечное ядро, и между ними завязались романтические отношения.

### Сила Икс
За время работы в X-Force Табита претерпела ряд прогрессивных изменений в отношении, становясь все более и более серьезной в своей роли костюмированного героя. Недолгое время в начале своего пребывания в должности она называла себя Бумер. Позже она изменила свое кодовое имя на Meltdown, чтобы лучше соответствовать ее более радикальным изменениям во внешности и отношении. В конце концов, Табита была вынуждена столкнуться со своим прошлым и разобраться с разорванными отношениями в своей семье.
Когда Пушечное ядро попросили покинуть Силу Икс и присоединиться к Людям Икс, Табита неохотно отпустила его, зная, что их отношения закончатся. Она продолжала путешествовать вместе с X-Force и ненадолго влюбилась в своего товарища по команде Sunspot; однако, когда несколько месяцев спустя Кэннонбол вернулся в команду, они возобновили свои отношения.
Позже X-Force согласился возглавить бывшего британского правительственного агента Пита Уисдома, который снова превратил команду в подпольную военизированную силу, в какой-то момент инсценировав собственную смерть, чтобы действовать более тайно. После одного приключения X-Force выжил, оказавшись в центре взрыва бомбы Vibranium. Команда решила позволить миру поверить в их смерть и использовать этот статус для тайного проникновения и уничтожения антимутантских организаций по всему миру. После полугода этой стратегии «бей и беги» они узнали о большом подземном комплексе, где сестра Мудрости, Романи, заражала людей инопланетной ДНК, чтобы изменить человеческую расу. В финальной битве X-Force уничтожили комплекс пришельцев и были признаны мертвыми.
Табита и X-Force снова появились на пресс-конференции новой команды, называющей себя X-Force, бросив вызов команде (теперь X-Statix) в споре за их имя. Во время битвы Табита была телепортирована U-Go Girl из X-Statix и осталась высоко в воздухе над оживленной автострадой. Что касается X-Force, герои в конечном итоге были вынуждены отступить и, предположительно, вскоре после этого были расформированы.

## Силы и Способности
Бомбы замедленного действия: Табита может создавать шары плазмы, которые она называет «бомбой замедленного действия». Эти «бомбы» взрываются с сотрясающей силой. Она может производить «бомбы» размером с мрамор, которые мало сотрясают и которые она использует для розыгрышей. Она произвела «бомбы замедленного действия» размером с пляжный мяч, которые при взрыве могут разбить стволы деревьев и даже металлические предметы. Степень сотрясения зависит от размера бомбы, которую она создает, и она может, по крайней мере, в некоторой степени контролировать время до ее взрыва. После тренировок с X-Factor и приключений с X-Force она научилась лучше контролировать энергию, которую генерирует. Теперь она может приглушать звук детонации в ограниченной степени и генерировать взрывную энергию в виде потоков, которые реагируют на направление ее мыслей.
Она хороший боец рукопашного боя, обученный Кейблом рукопашному бою. Она любит видеоигры и является опытным вором, обученным Исчезающим.
Под руководством Пита Уиздома она научилась фокусировать свою силу в виде потоков ударной силы.
В Nextwave ее способности мутанта описываются как «способность мутанта взрывать вещи и красть все ваши вещи». У нее также есть доступ к технологической поддержке, такой как реактивные ранцы. Очевидно, она была невосприимчива к деформирующим разум способностям Человека Форбуша, потому что у нее якобы не было разума деформироваться.

## Другие версии

### Дом М
Табита появляется как член ударной группы полиции Нью-Йорка, известной как Братство. Выдавая себя за Каролину Дин, она атаковала и победила Волчью стаю.

### Зомби Marvel
Табита также показана в Marvel Zombies vs. The Army of Darkness # 3 со своей командой Nextwave, все незараженные, чтобы спасти Эша от зомбированного Power Pack. Спустя несколько мгновений всю команду «унизительно и безжалостно удаляют за пределы панели».

### Ране с Терры
Во вселенной " героического фэнтези ", которую посетили Волчий яд и Росомаха в «Ране с Терры» и «Рыцаре Терры» (хотя Табита не появляется в последнем ни в какой форме), Гешем представляет собой иномерное царство средневековой магии. Землей правит Королева Дождь, двойник Волчьего Отравы, а Табита в этом измерении — ее самая верная и доверенная служанка. Рейн доверяет Табите свои самые сокровенные секреты.

### Люди Икс: Конец
В X-Men: The End, сериале, действие которого происходит на десять-пятнадцать лет в будущем, Meltdown снова становится членом X-Force вместе с Warpath, Domino, Shatterstar, Feral и Rictor, когда команда встречает свой конец. После того, как их самолет сбит с неба (который едва выживает X-Force), Meltdown поглощается странной сущностью по имени Divinity, которая использует силы Табиты против своих товарищей по команде. Однако вскоре Апокалипсис убивает Божественность, в то время как Расплавление все еще находится внутри него.
X-Force: Shatterstar
В мини-сериале X-Force: Shatterstar Табита все еще известна как Бумер, и она рассматривается как часть повстанческих сил Кейбла против Спирали в альтернативной вселенной, где Спираль завоевала и теперь правит Землей. На этой Земле Спираль также убила большинство героев и мутантов этого мира. Вместе команда в конечном итоге побеждает Спираль. Табита также, кажется, развила телепатические способности в этой временной шкале.

## В других СМИ

### Телевидение
Табита Смит появилась в мультсериале Люди Икс. В этой версия Табита была маленьким ребенком, наряду с Расти, Вундеркиндом и Скидсом. В эпизоде "Ни один мутант — это остров" она среди детей-мутантов, о которых заботится старый друг Циклопа Сара, и Скотту Саммерсу приходится спасать ее и других детей от Зебедайи Киллгрейва. Киллгрейв промывает мозги четверым и использует их, чтобы штурмовать особняк губернатора, чтобы превратить его в раба, контролируемого разумом.
Табита Смит/Бум-Бум появляется в сериале Люди Икс: Эволюция, озвученная Меган Лейтч. Табита, изначально одна из Новых Мутантов, имеет тяжелое прошлое и отца-преступника. Ее отец воспользовался ее способностями мутанта, чтобы совершать преступления, когда она была моложе. В конце концов она находит дом в Институте Ксавьера, хотя отсутствие дисциплины и озорство делают ее неприятным гостем. В «Bada-Bing Bada-Boom!» Она романтически флиртует и сближается с Куртом Вагнером, которого она считает кем-то похожим на нее, поскольку они оба изгои. Табита переезжает в Братство Мутантов., говоря, что в Институте Ксавьера слишком много правил. Она часто разыгрывает мальчиков (например, сбрила ирокез Блоба, пока он спал) и злоупотребляет их гостеприимством, хотя мало что делается, чтобы остановить ее. Иногда она помогает им, взяв непопулярных Каплю и Жабу в качестве свиданий на вечеринке в «Танце теней». Табита никогда не берет на себя злодейскую роль, и ее выселяют по возвращении Мистик. Впоследствии ее роль в сериале значительно уменьшилась; она, кажется, воссоединяется с Людьми Икс и появляется в основном в компании своей лучшей подруги Магмы из Новых Мутантов, появляясь впоследствии в нескольких эпизодах без серьезной привязанности. Она принимает решение вернуться на сторону Людей Икс.
Табита Смит/Бум-Бум появляется в мультсериале « Росомаха» и "Люди Икс ", озвучена Дженнифер Хейл. В эпизоде "Взгляд в прошлое" Pt. 1, она показана как пленница отдела реагирования на мутантов. Она и другие освобождены Росомахой и Чудовищем и даже помогают отталкивать солдат с помощью Пиро, манипулирующего и контролирующего ее сферы псионической энергии.

### Видеоигры
Табита Смит появляется в Marvel Heroes, озвученная Кари Уолгрен.

### Игрушки и игры
Хотя Бум-Бум не была включена в коллекцию фигурок X-Force из серии X-Men, выпущенной Toy Biz в 1990-х годах, позже она была включена в серию Xplosion (выпущена в марте 2003 г. — снята с производства в декабре 2004 г.) от HeroClix. предмет коллекционирования игра с миниатюрами, созданная WizKids , Inc., в которой каждый игрок создает «команду» героев и злодеев. Она также была включена в новый набор Giant Size X-Men Heroclix в своем костюме Nextwave, а в 2017 году еще одна версия была включена в бокс-сет Deadpool и X-Force heroclix. Она также была выпущена как фигурка Minimate вместе с Риктором в их 1990-е годы. Костюм Силы Икс. Предстоящая 6-дюймовая фигурка с ее изображением Бум-Бум будет выпущена летом 2019 года компанией Hasbro в рамках их линейки Marvel Legends.